# مارك لورنسون
مارك لورنسون (بالإنجليزية: Mark Lawrenson)‏ مواليد 2 يونيو 1957 في برستون، لانكشر، إنجلترا، هو لاعب كرة قدم إنجليزي دولي سابق كان يلعب في مركز الدفاع. لعب خلال مسيرته 488 مباراة سجل خلالها 21 هدفاً.

## المسيرة الاحترافية

### أندية لعب لها
- بريستون نورث إيند
- برايتون أند هوف ألبيون
- نادي ليفربول
- نادي بارنت
- تامبا باي راوديز